# Éteignières
Éteignières é uma comuna francesa na região administrativa de Grande Leste, no departamento Ardenas. Estende-se por uma área de 11,83 km². Em 2010 a comuna tinha 514 habitantes (densidade: 43,4 hab./km²).